# Velociraptorichnus
Velociraptorichnus es un icnogénero de huella de dinosaurio. En 2016, basándose en la huella de 10 cm (0,33 pies) de largo, se estimó que el tamaño del animal era de 1,2 a 1,55 metros (3,9 a 5 pies) y de 3,9 a 5,6 kg (8,6 a 12,3 libras). 